# Martyrs (film, 2008)
Pour les articles homonymes, voir Martyr (homonymie).
Pour plus de détails, voir Fiche technique et Distribution.

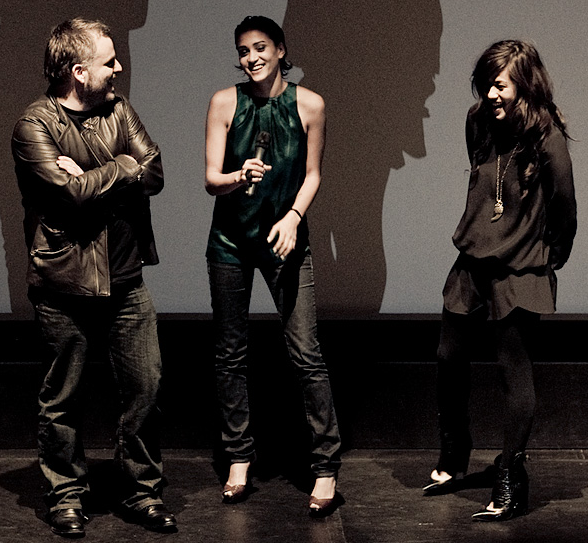
Pascal Laugier, Morjana Alaoui et Mylène Jampanoï, lors de la présentation du film au Ryerson Theatre (Toronto) en 2008.

Martyrs est un film d'horreur franco-canadien, réalisé par Pascal Laugier, sorti en France le 3 septembre 2008. Au Québec, le film est sorti le 23 janvier 2009. Le film a été tourné au Québec en 2007.

## Synopsis
L'histoire se déroule en France, au début des années 1970. Enlevée quelques mois plus tôt, séquestrée et torturée dans un endroit mystérieux, la petite Lucie est retrouvée errante sur une route de campagne, incapable de raconter ce qu'elle a enduré. Quinze années après, la jeune fille retrouve l'un de ses bourreaux, qu'elle exécute froidement au fusil de chasse, ainsi que toute sa famille. Rejointe rapidement sur les lieux du drame par sa seule amie Anna, Lucie tente d'échapper à des hallucinations qui prennent la forme d'une créature cauchemardesque la traquant sans cesse depuis son évasion.
Cette créature est l'incarnation de la culpabilité qu'éprouve Lucie à n'avoir pas aidé à s'échapper, lors de sa première évasion, une femme était torturée comme elle dans le lieu de sa séquestration. Le film prend une tout autre tournure dans sa seconde moitié : incapable de surmonter ses hallucinations, Lucie se tranche la gorge et laisse Anna seule dans la maison, laquelle est à nouveau investie par les tortionnaires de Lucie.
Emprisonnée, Anna découvre que les tortionnaires font partie d'une société secrète, dirigée par une femme énigmatique surnommée « Mademoiselle », qui révèle à Anna leur but : obtenir, par la souffrance, l'état de « martyr » (dont l'étymologie grecque signifie « témoin »), et la révélation subséquente de ce qu'est la mort. Anna va alors subir le rituel atroce de cette société maléfique, jusqu'à obtenir l'état en question, à la suite d'une longue scène de torture au terme de laquelle son bourreau pratique sur elle un écorchement. Alertée, « Mademoiselle » et les autres membres de la société secrète se rendent à l'endroit du supplice d'Anna. Celle-ci livre alors à « Mademoiselle » le secret de ce dont elle a été le témoin. Censée révéler ce secret aux autres membres du groupe, « Mademoiselle » met brusquement fin à ses jours en se tirant une balle dans la bouche. Le film se termine ainsi sans que soit révélé le secret en question, ni que l'on sache si Anna a réellement été le témoin de quelque chose d'extraordinaire.

## Fiche technique
- Titre : Martyrs
- Réalisation : Pascal Laugier
- Scénario : Pascal Laugier
- Musique : Alex Cortés et Willie Cortés
- Photographie : Stéphane Martin et Nathalie Moliavko-Visotzky
- Montage : Sébastien Prangère
- Décors : Jean-Andre Carriere
- Production : Frédéric Doniguian, Richard Grandpierre et Simon Trottier
- Sociétés de production : Canal+ Horizons, Canal+, CinéCinémas, Eskwad et Wild Bunch, TCB Film
- Sociétés de distribution :  Wild Bunch Distribution ;  Les Films Séville
- Budget : 2,8 millions d'euros
- Pays de production :  Canada,  France
- Langue : français
- Format : couleur - 1,85:1 - Dolby Digital - 16 mm
- Genre : horreur, drame, thriller
- Durée : 100 minutes
- Dates de sortie : 
  - France : mai 2008 (festival de Cannes)
  - France : 3 septembre 2008
  - Belgique :  12 novembre 2008
  - Québec : 23 janvier 2009
  - Royaume-Uni : 27 mars 2009
  - États-Unis : 28 avril 2009
- Film interdit aux moins de 16 ans avec avertissement « Ce film inflige des images extrêmement éprouvantes exposant le supplice d’une jeune femme. Sa vision comme son interprétation requièrent des spectateurs préparés et distancés » lors de sa sortie en France.

## Distribution
- Morjana Alaoui : Anna
- Mylène Jampanoï : Lucie
- Catherine Bégin : Mademoiselle
- Robert Toupin : le père
- Patricia Tulasne : la mère
- Juliette Gosselin : Marie
- Xavier Dolan : Antoine

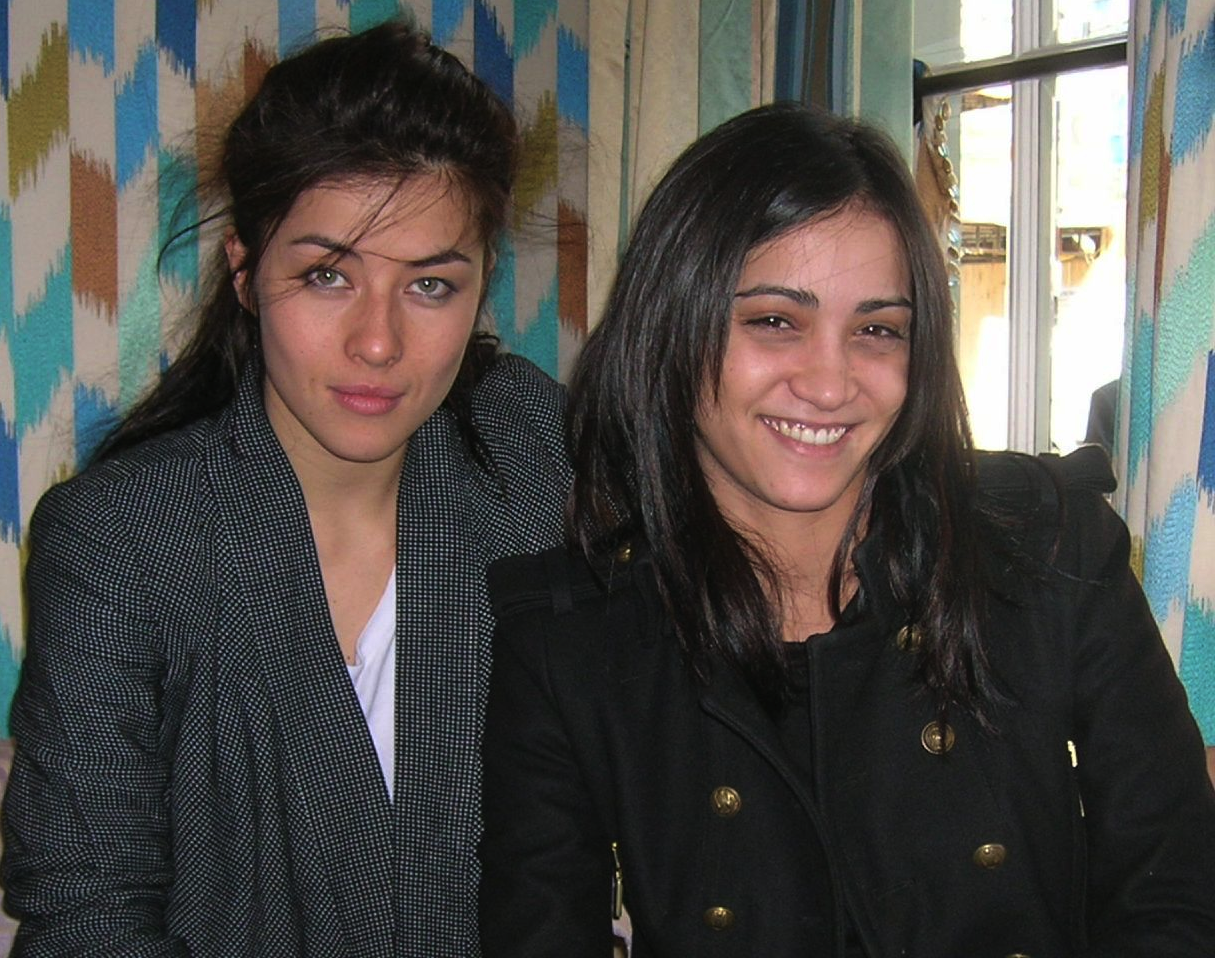
Mylène Jampanoï et Morjana Alaoui.

- Louise Boisvert : mère d'Anna (voix)
- Jean-Marie Moncelet : Étienne
- Mike Chute : l'homme / le bourreau
- Anie Pascale : la femme
- Jessie Pham : Lucie enfant
- Erika Scott : Anna enfant
- Louis Thevenon : l'homme de main
- Gaëlle Cohen : la femme de main
- Hervé Desbois : Orderly
- Isabelle Chasse : la créature
- Emilie Miskdjian : Sarah Dutreil

## Classification
Le 29 mai 2008, à 13 voix contre 12, la commission de classification des œuvres cinématographiques avait décidé d'interdire Martyrs aux moins de 18 ans. À la suite de cette décision, de nombreuses voix se sont élevées, et une manifestation contre la censure et pour soutenir le cinéma de genre en France, s'était déroulée le 13 juin 2008 devant le ministère de la Culture à Paris. Y étaient présents, le metteur en scène Fernando De Azevedo (à l'origine de la manifestation), l'actrice Morjana Alaoui, ainsi que les membres de l'association du Club du Vendredi 13. Début juin, après que le réalisateur fut venu défendre la question artistique de son film, la ministre de la Culture, Christine Albanel, demande à la commission une révision du classement le 1er juillet, en proposant une mesure d'interdiction du film aux moins de 16 ans avec avertissement.

## Accueil

### Box-office
Le film a réalisé 95 226 entrées en France.

### Critique
Le film a violemment divisé la critique française, obtenant aussi bien des critiques très favorables (L'Écran fantastique, Mad Movies, Libération, Première) que très négatives (Le Parisien, L'Express, Le Nouvel Observateur).
La critique anglo-saxonne est tout aussi divisée, le film recueillant 53 % de critiques positives, avec une note moyenne de 5,7/10 et sur la base de 30 critiques collectées, sur le site internet Rotten Tomatoes. Time Out et le site spécialisé Bloody Disgusting le classent tous deux dans leur liste des 100 meilleurs films d'horreur de tous les temps,.

## Autour du film
Martyrs est le dernier film de Benoît Lestang, maquilleur de renom qui s'est suicidé le 27 juillet 2008. Ce dernier avait également travaillé sur Saint Ange (2004), le premier long métrage de Pascal Laugier, ainsi que sur d'autres films du cinéma de genre français, tels que Baby Blood (1990), La Cité des enfants perdus (1995), Le Pacte des loups (2001), Brocéliande (2002) ou Sheitan (2006).

## Remake
Dès la sortie du film en 2008, des rumeurs circulent au sujet d'un possible remake américain. Pourtant, c'est en 2015 qu'on entend parler du film à nouveau, sous la houlette de Blumhouse Productions et The Safran Company. Le film est réalisé par les Goetz Brothers et interprété par Bailey Noble, Troian Bellisario et Kate Burton.
Pascal Laugier, le réalisateur de l'original, fait part de sa colère dans un entretien donné lors du Festival de Sitges 2018, alors qu'il était venu présenter son nouveau film Ghostland : « Personne ne m'a prévenu qu'un remake de mon film était en train de se tourner. C'est un copain qui m'a dit : "Tu sais que ton film a été remaké ?", je ne savais même pas. Personne n'avait eu la courtoisie de me prévenir qu'on remakait mon film. Donc je l'ai découvert, j'ai regardé 20 minutes ; c'est un peu comme si je regardais un film où on était en train de violer ma mère, donc j'ai arrêté. J'ai trouvé ça totalement nul : évidemment ils sont tombés dans tous les pièges dans lesquels il ne fallait pas tomber pour remaker ce film. Parce qu'évidemment ils n'ont rien compris à ce film. Ils voulaient en faire une version aseptisée, ce qui n'a absolument aucun sens. Et le film s'est complètement planté, a totalement disparu, il est à peine trouvable en DVD. Que ce film crève corps et biens ».
Le remake de Martyrs sort le 22 janvier 2016 aux États-Unis, et obtient un très mauvais accueil.